# Polyrhachis subfossa
Polyrhachis subfossa é uma espécie de formiga do gênero Polyrhachis, pertencente à subfamília Formicinae.